# 國立臺北大學圖書館
國立臺北大學圖書館（英語：National Taipei University Library）是國立臺北大學的大學圖書館，設立於2000年，提供教職員和學生中西文書籍、期刊、電子書、視聽資料借閱等服務。總館位於臺北大學三峽校本部的圖書資訊大樓，另在臺北民生校區設有博雅書房。

## 歷史
臺北大學圖書館的前身最早為1951年成立的臺灣省立行政專科學校圖書室，位於今臺北市內建國校區合江街西院校地（合江校區），為一字形二層樓建築。1961年7月，臺灣省立法商學院與臺灣省立農學院合併為臺灣省立中興大學，圖書館屬教務處管轄。1971年，學校改隸為國立，興大圖書館升為一級單位，臺北法商學院館處配合校區改稱法商學院圖書分館。
2000年法商學院脫離中興大學，獨立為國立臺北大學，圖書館也因校務和教學重心漸移轉至新北市三峽區的新校區而於2010年7月閉館，館藏暫置於臺北建國校區的莊敬樓「臺北圖書中心」、三峽校區的「商學圖書中心」和「人文圖書室」，待三峽校區新建之圖資大樓完工後遷入，期間三處仍提供借閱等服務，形成兩校區三館舍的特殊情況。
新建圖資大樓於2013年11月2日完工，25日開始營運。原「臺北圖書中心」、「商學圖書中心」、「人文圖書室」三處館舍之圖書資料搬遷至圖資大樓。

### 歷任館長
| 任別 | 名字   | 任期                  |
| ---- | ------ | --------------------- |
| 1    | 李孟峰 | 2000年2月－2002年7月  |
| 2    | 王怡心 | 2002年8月－2010年7月  |
| 3    | 吳光明 | 2010年8月－2011年10月 |
| 4    | 張仁俊 | 2011年10月－2017年7月 |
| 5    | 張文俊 | 2017年8月－2020年1月  |
| 6    | 呂育誠 | 2020年2月－2021年8月  |
| 7    | 朱炫璉 | 2021年8月－           |

## 館舍介紹

### 圖書資訊大樓

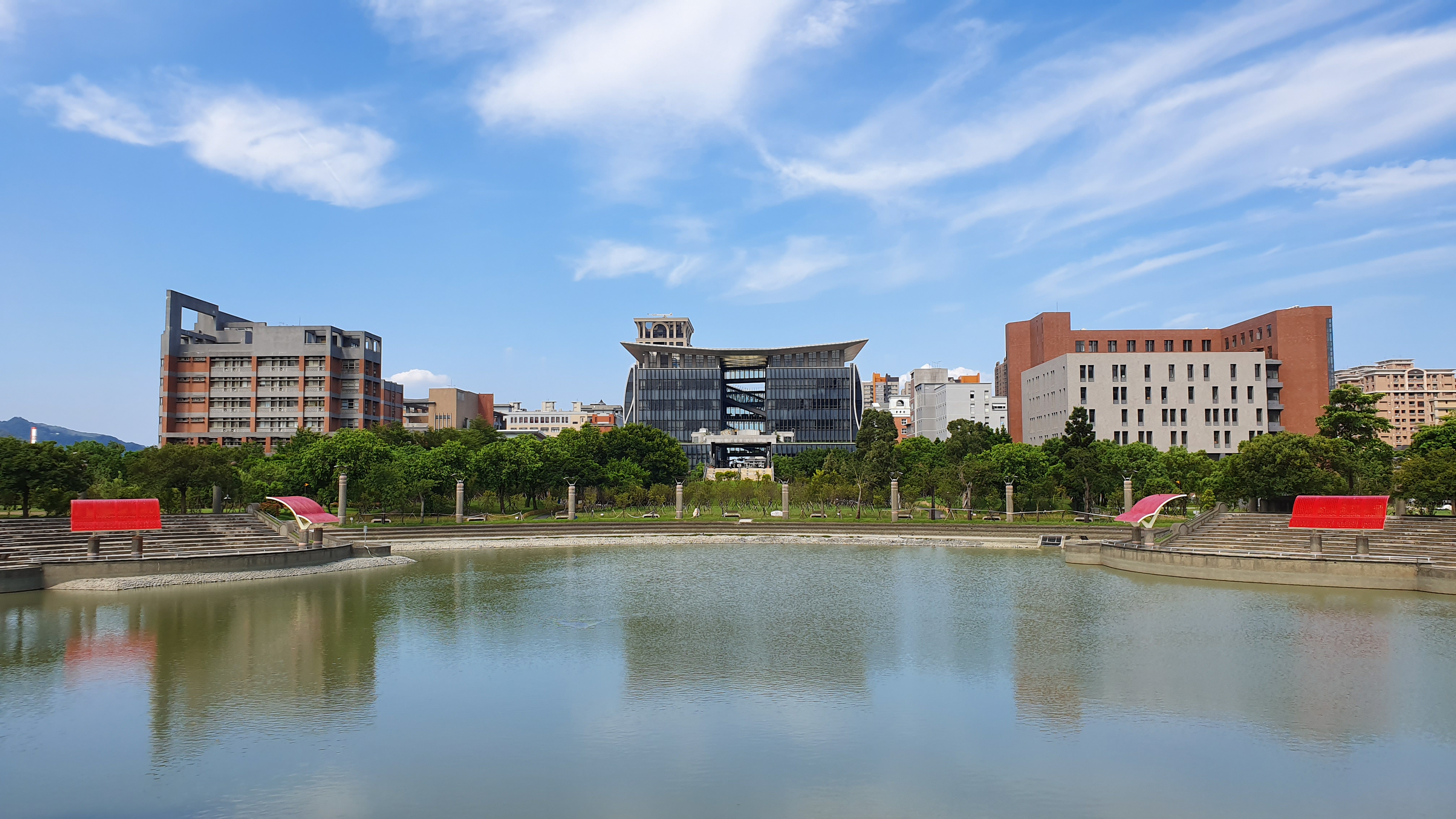
北大心湖及後方圖資大樓

國立台北大學圖書館總館位於圖書資訊大樓，位於北大三峽校區中軸線，為地下1層、地上7層的RC建築物，分為南北兩棟並以「廊橋」通道相連。
該建築不僅是臺北大學也是周圍社區的地標，由廖國誠建築師事務所主導設計，以開放（Open）、互動（Interaction）、意境（Context）、文化（Culture）、綠能（Green）、地標（Icon）為設計理念。。曾獲得PTT推薦「全台灣最美大學圖書館」前三名。
| 七樓     | 校方保留區（委外經營）                                                                       |
| 六樓     | 研究小間、討論室、團體視聽室、排練室、時光長廊、校史展區、行政區、會議室、輕聲討論區、漂書區 |
| 五樓     | 期刊/學位論文暨參考資料區、Fun空區                                                           |
| 四樓     | 外文書庫區、日韓文圖書區、安靜閱讀區、Fun空區                                                |
| 三樓     | 中文書庫區、Fun空區                                                                          |
| 二樓     | 學習共享區、藝文展覽區、新綠智道、「思巢」創意空間展區、賣店（委外經營）                     |
| 一樓     | 多媒體及閱報區、新書展示區、資訊檢索區、學校特色專區、中日文現刊區、服務櫃檯、行政區         |
| 地下一樓 | 多功能室                                                                                     |

#### 校史館
國立臺北大學校史館位於圖資大樓B棟6樓，陳列自創立臺灣省立行政專科學校以來將近七十年的歷史資料，記錄多次改制的歷史淵源及創校的篳路藍縷，並展示了許多歷史檔案及學校文物，並設置了五大主題作為展區的主軸，以鳶飛三角湧五個字命名，分為「鳶舞」、「鴻飛」、「三光」、「角芒」及「湧長」，分別作為不同時期的展示。校史展區只有每周二、四上午10:00至下午3:00對外開放，如有特殊活動也會另外開放參觀，另也接受機關團體預約參觀。

#### 海山學文物展覽館

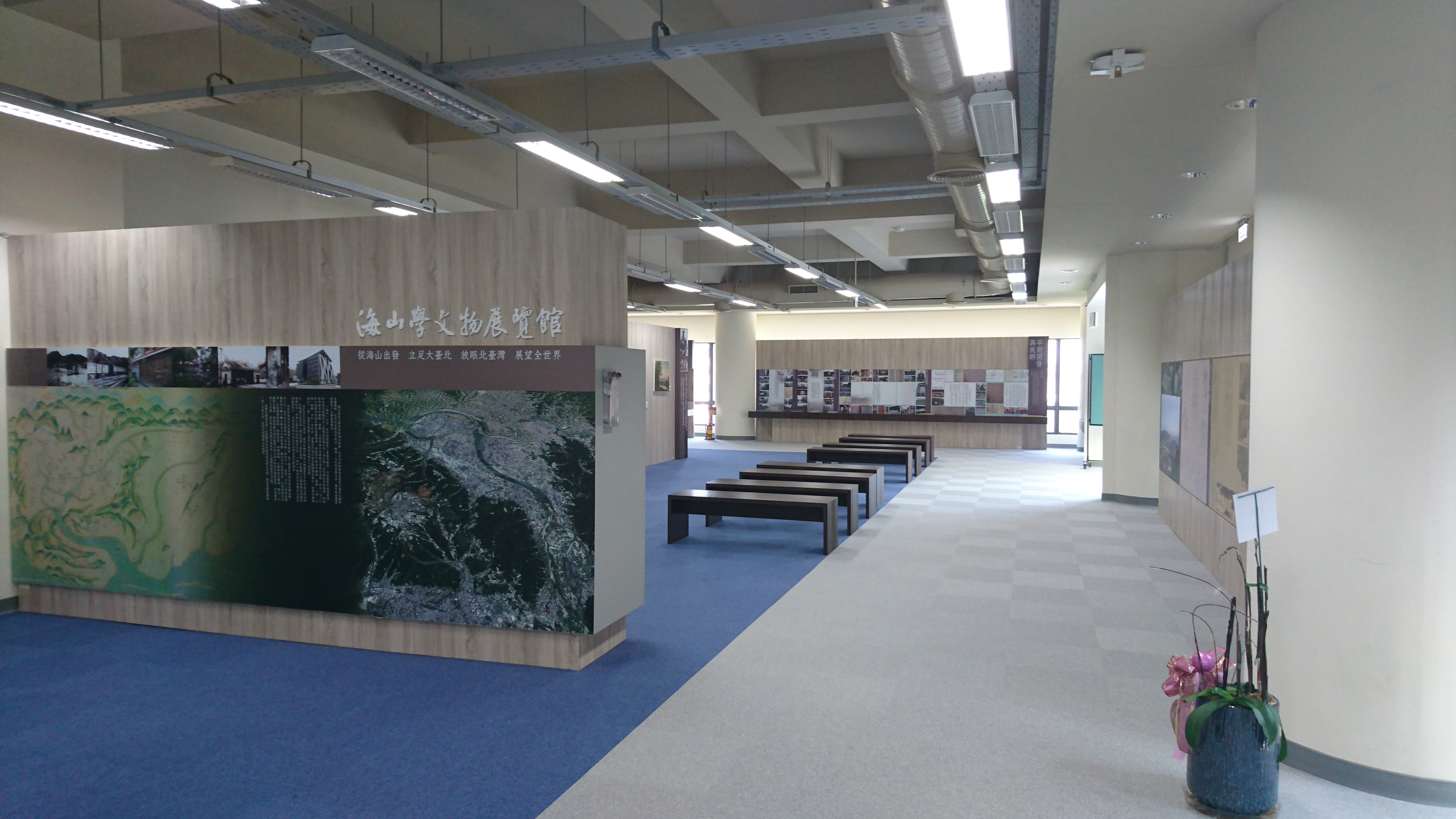
海山學文物展覽館

北大為配合歷史學系課程，推展在地化研究海山地區文史發展，於2015年5月設置校級海山學研究中心，並在三峽校區圖資大樓6樓A棟設立文物展覽館。館內的常設展覽空間，規劃以開墾史為脈絡，談族群、產業、文化和藝術等主題區，透過相關的文物資料以展示海山地區文史、族群衝突社會學、城鄉發展的都市計畫和公共行政等面向，並作為未來在地文史工作者交流的基地和校內外教學場地。

### 博雅書房
博雅書房位於民生校區教學大樓1樓，主要是提供進修暨推廣部的師生館藏借閱等服務。為營造舒適的閱覽空間和氛圍，曾於2015年7月進行翻修工程。全區平日開放時間為下午2:00至下午9:00，星期六與寒暑假開放時間為上午9:00至下午4:00，星期日不開放。

## 館際合作
| 北聯大系統 | 國立臺北科技大學 | 國立臺灣海洋大學 | 臺北醫學大學 |

| 其他學校 | 國立臺灣大學     | 國立政治大學     | 國立臺灣師範大學     |
| 其他學校 | 國立交通大學     | 國立陽明大學     | 國立清華大學         |
| 其他學校 | 國立臺灣科技大學 | 國立臺灣藝術大學 | 輔仁大學             |
| 其他學校 | 淡江大學         | 東吳大學         | 銘傳大學             |
| 其他學校 | 真理大學         | 世新大學         | 新北市立北大高級中學 |
| 其他學校 | 國立臺南藝術大學 |                  |                      |

| 其他單位 | 恩主公醫院                         | 中央研究院人文社會科學聯合圖書館 | 中央研究院歷史語言所傅斯年圖書館 |
| 其他單位 | 中央研究院近代史研究所郭廷以圖書館 | 國家教育研究院                   |                                  |

## 外部連結
- 國立臺北大學（页面存档备份，存于）
- 國立臺北大學圖書館（页面存档备份，存于）
- 國立臺北大學校史館（页面存档备份，存于）
- 海山學研究中心（页面存档备份，存于）